# 蘇澳港
蘇澳港位於台灣宜蘭縣蘇澳鎮，在蘭陽平原南端的蘇澳灣內，東臨太平洋，是一個地理形勢十分優良的天然港口。

## 沿革

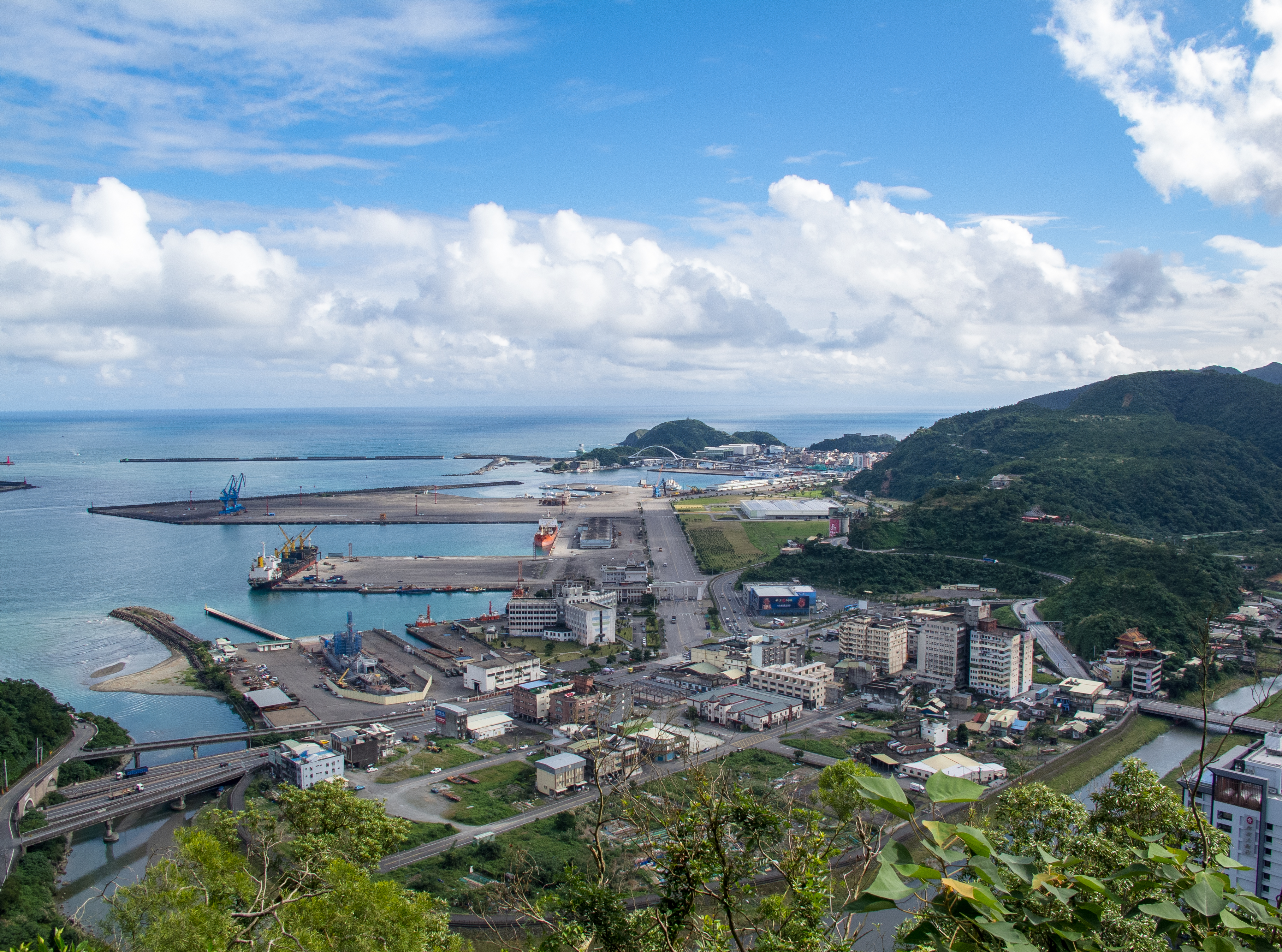
从七星岭看苏澳港，远处为南方澳渔港

蘇澳港舊稱為「東港」，原為一小型港口，其地形三面環山，是由北方澳、蘇澳及南方澳形成的天然優良港灣，形勢相當險要。日治時期，台灣總督府於南方澳開闢南方澳漁港與內埤漁港；二次大戰末期原有意闢建國際港，後因日本戰敗而中斷。
1965年，蔣中正政府為因應地方發展，在南方澳北邊興建小型商港，於1972年6月完工。1969年，行政院決議將蘇澳港擴建為基隆港的輔助港，並在1971年12月1日成立基隆港務局蘇澳港分局。1974年，蘇澳港列入「十大建設」之一；1975年7月，建港工程正式動工。除了建造碼頭、防波堤、蘇澳臨港線等設施，以及疏濬航道之外，並同時進行闢建蘭陽隧道等連外道路工程。1978年底，第一期工程完工；1983年6月，第二期工程全部完工。
自2012年3月起，隨臺灣港務公司成立，改由該公司基隆港務分公司蘇澳港營運處管理。

## 港埠規模
蘇澳港水域面積290萬平方公尺，陸地面積86萬平方公尺。擁有13座碼頭，共長2,610公尺。包括港勤船碼頭1座和營運碼頭12座。除了位於南方澳與蘇澳的商港區域之外，北方澳由中華民國海軍單獨建設為海軍中正基地。

## 聯外交通
- 國道五號（北宜高速公路） - 蘇澳交流道
- 台灣鐵路管理局 - 蘇澳車站
- 省道台2線（北部濱海公路）
- 省道台9線（北宜公路、蘇花公路、蘇花改）

## 照片

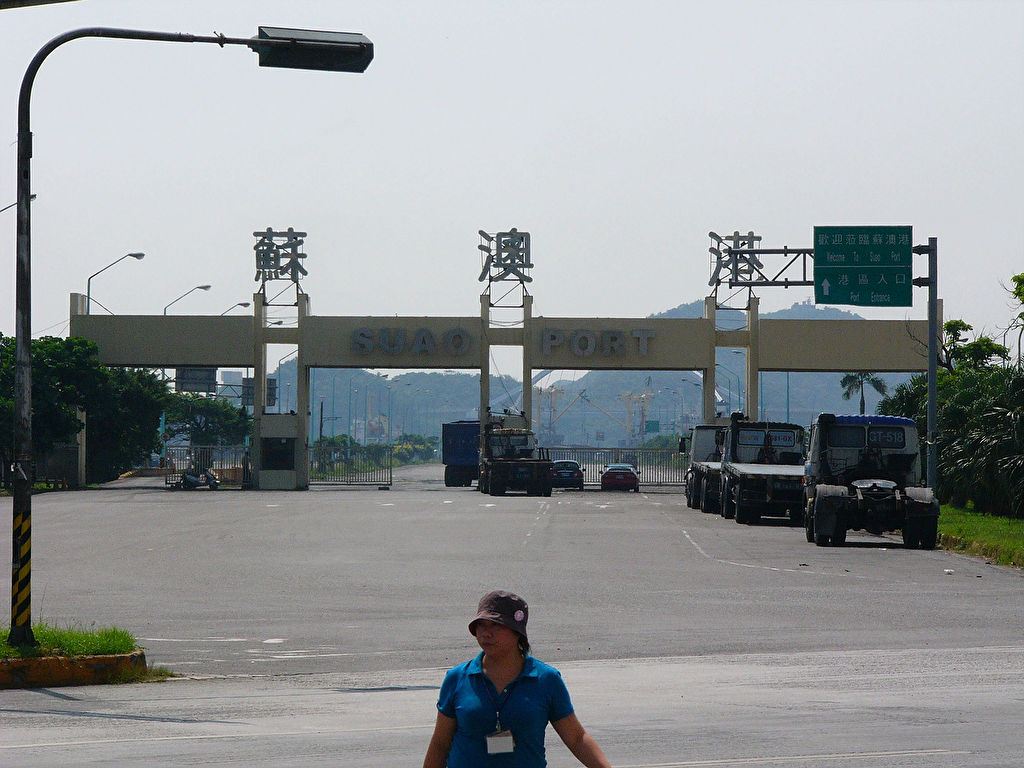
蘇澳港港區入口
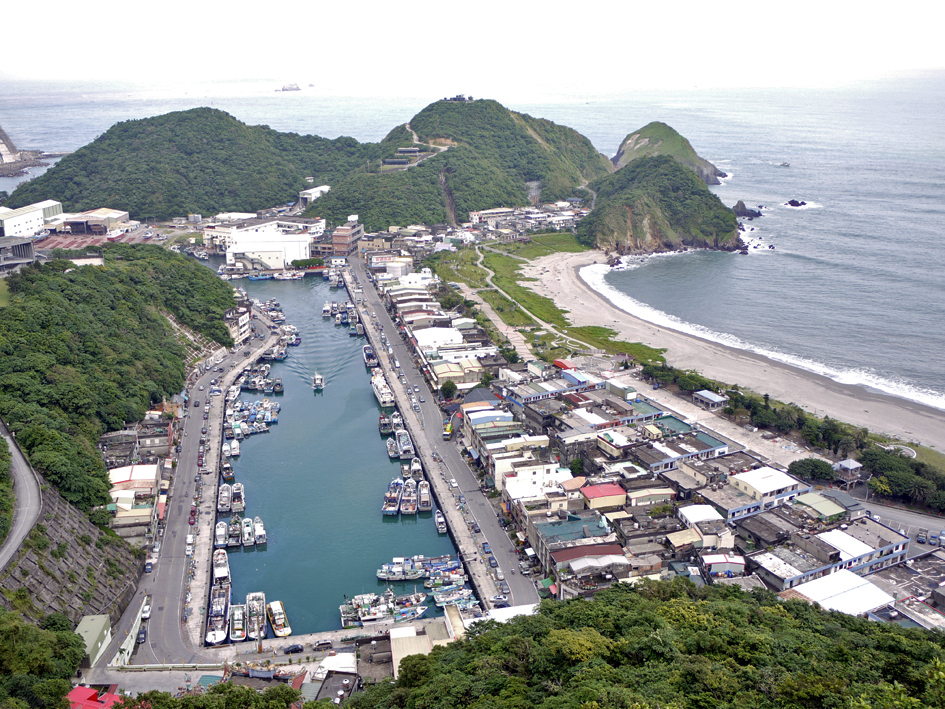
蘇花公路上俯瞰蘇澳港（照片為南方澳第二漁港）
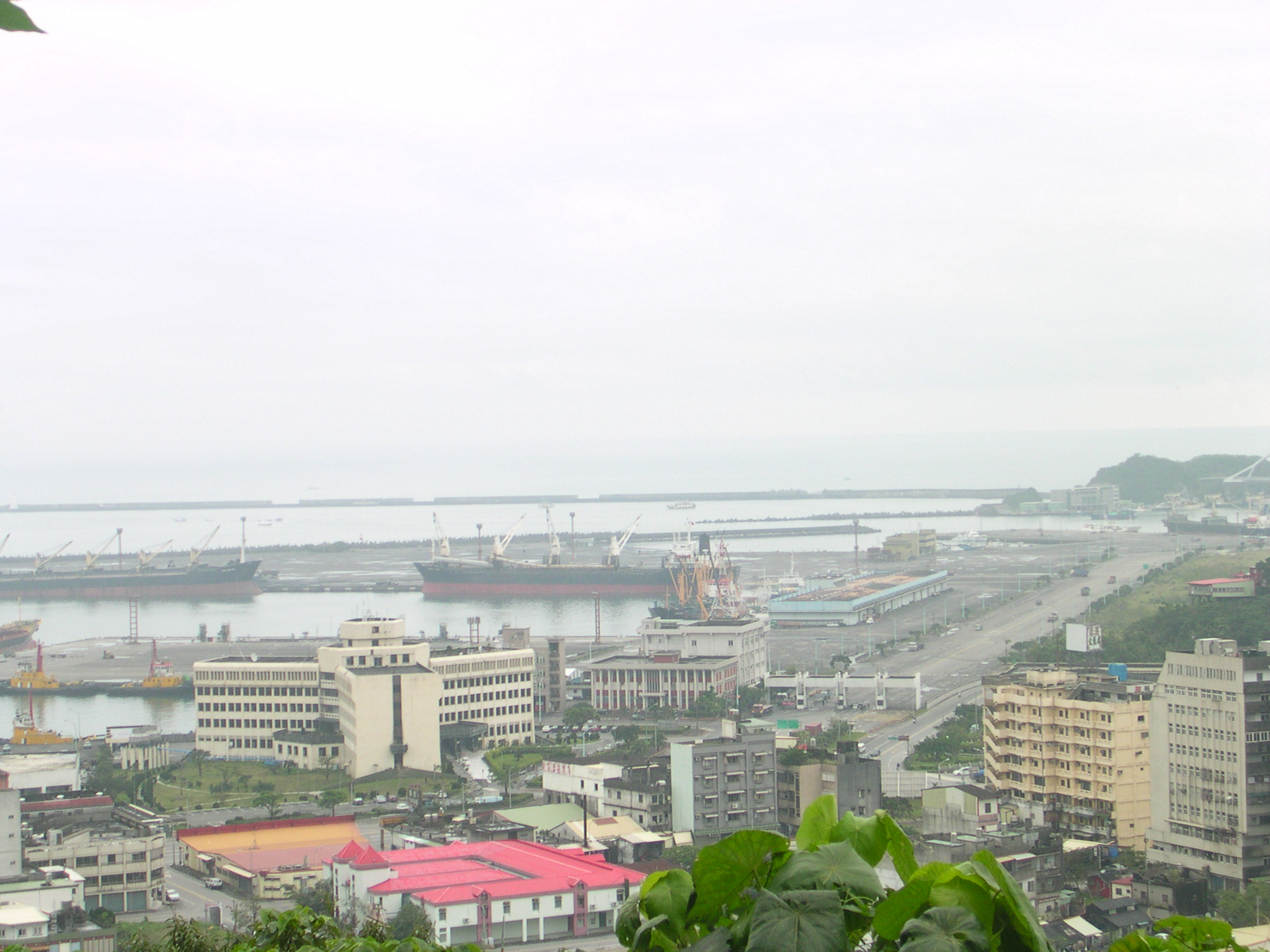
蘇澳港遠眺
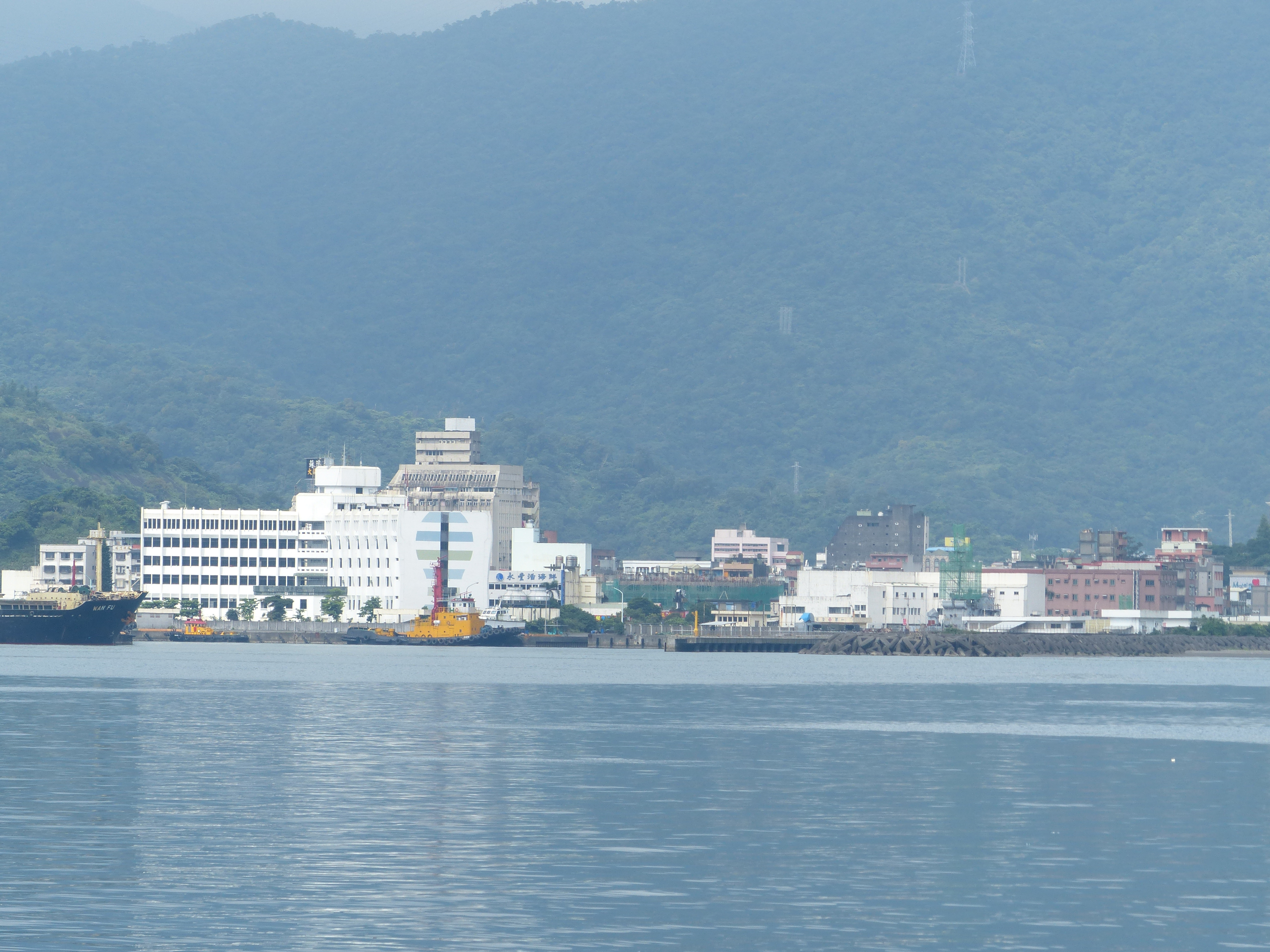
從北方澳中正軍港12號碼頭南端東南遠望蘇澳港碼頭與蘇澳港行政大樓（左側）
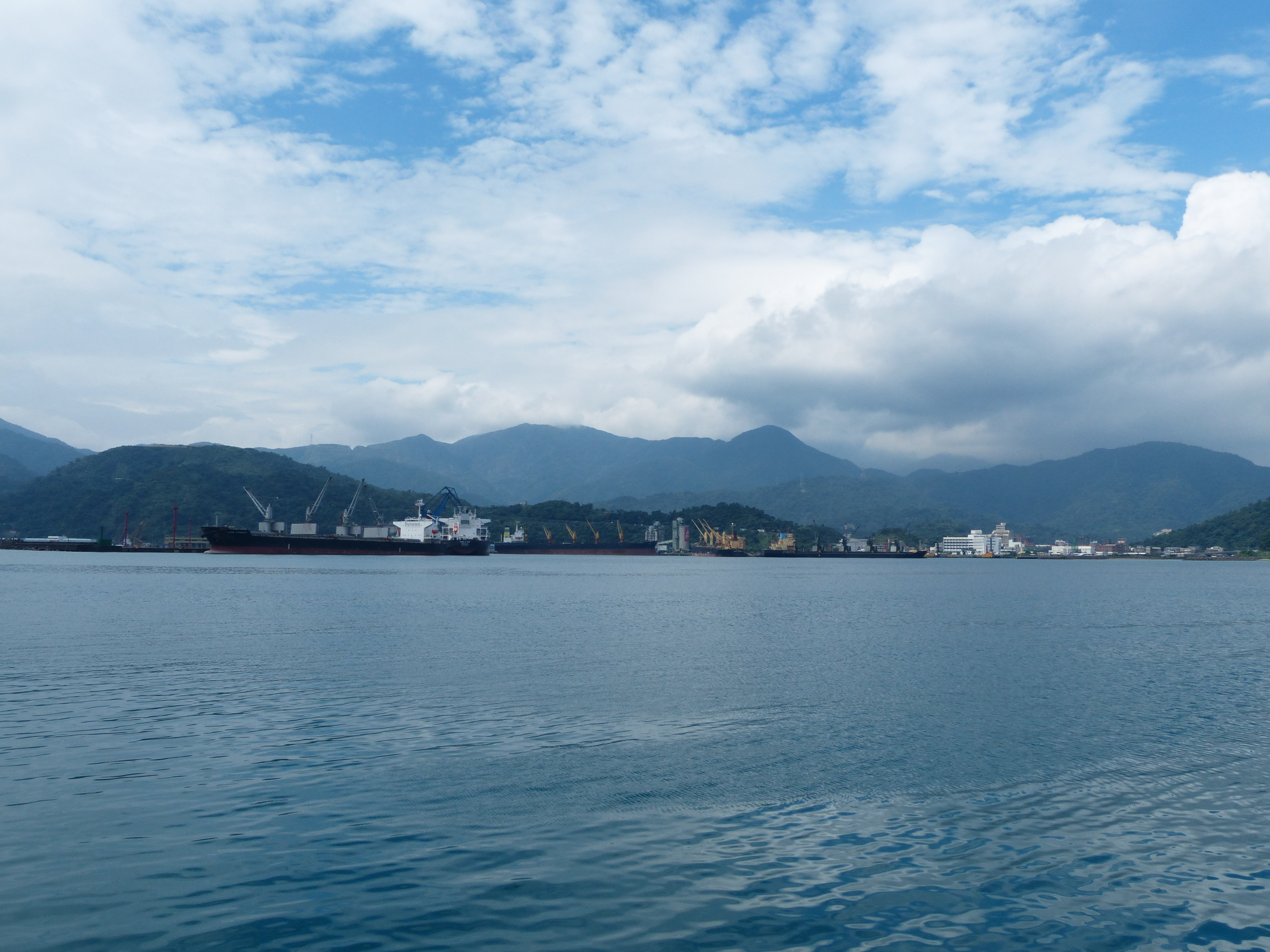
從北方澳中正軍港13號碼頭南望蘇澳港內。
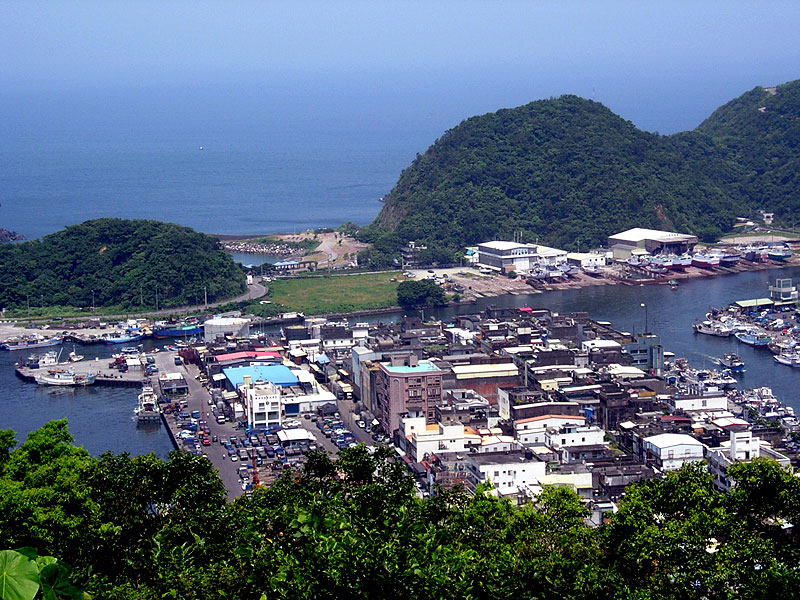
蘇澳港
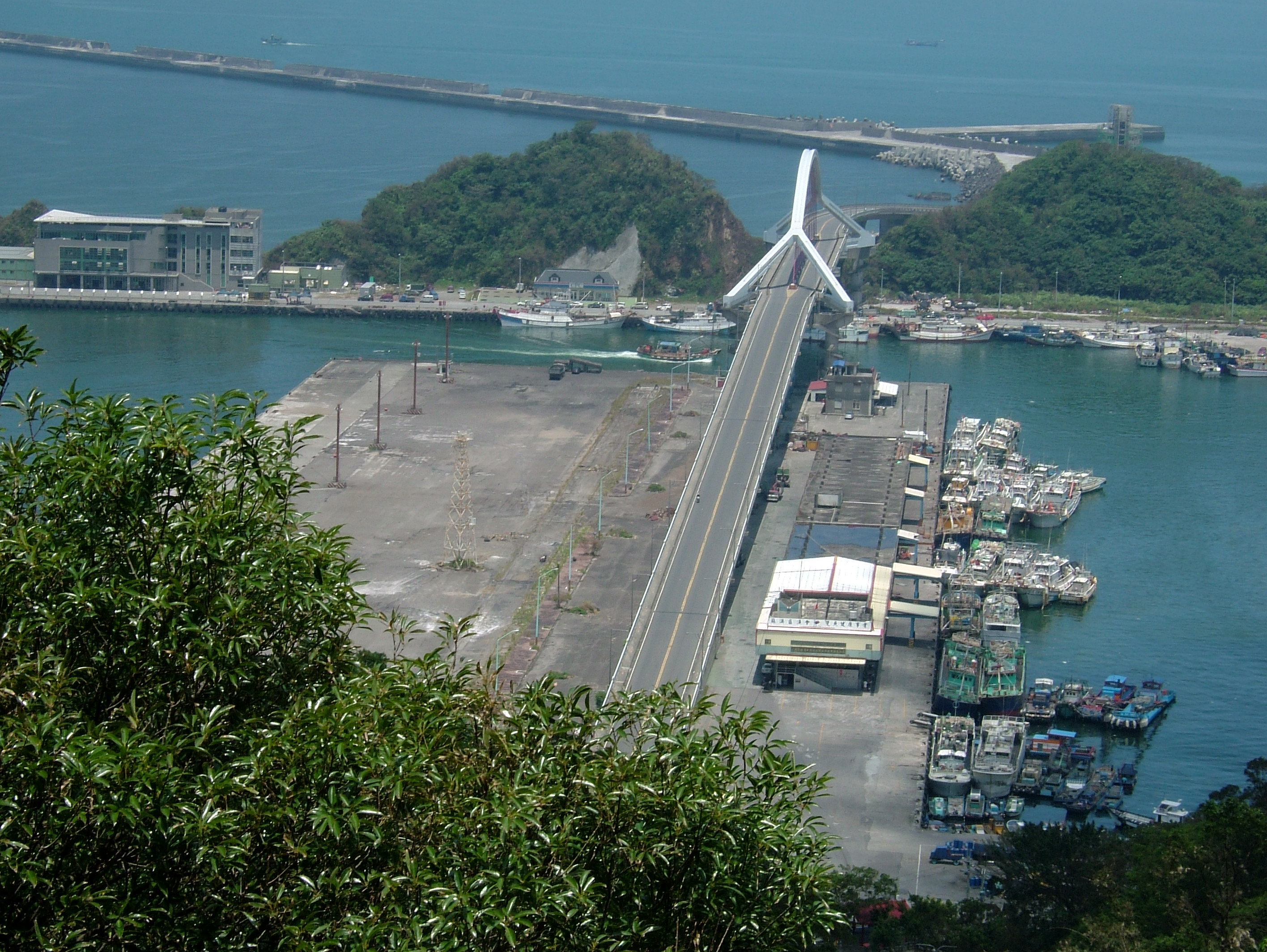
蘇澳港南方澳大橋

## 外部連結
- 台灣港務公司基隆港分公司蘇澳營運處 （页面存档备份，存于）